# Saison 1901-1902 du FC Barcelone
La saison 1901-1902 du FC Barcelone est la troisième de l'histoire du club.

## Faits marquants
Le FC Barcelone remporte son premier trophée, la Copa Macaya, en gagnant facilement les huit matchs (60 buts marqués et seulement 2 encaissés). Lors de cette saison, le club change de terrain et va jouer à la Carretera d'Horta. Il est envisagé de planter du gazon, mais le coût est trop élevé. Le Barça joue aussi quelques matchs amicaux au Camp de la Plaça les Armes. Le fondateur du club, Hans Gamper, continuait à être le meilleur joueur du club et le meilleur buteur. Le public est de plus en plus nombreux, certains matchs se déroulent devant 10 000 spectateurs.
Profitant des fêtes en l'honneur du couronnement du roi Alfonso XIII, le président du Real Madrid le Catalan Joan Padrós a l'idée d'organiser le premier championnat national auquel participent le FC Barcelone, le Real Madrid, le New Club Madrileño et le Biscaya. C'est dans le cadre de cette Copa de la Coronación (ancêtre de la Coupe d'Espagne) qu'a lieu le premier affrontement entre le FC Barcelone et le Real Madrid (victoire 3 à 1 du Barça). Barcelone parvient en finale mais est défait par Biscaya (ancêtre de l'Athletic Bilbao).